# Freddy Bobaryn
Freddy Martín Bobaryn López (La Paz, Bolivia) es un politólogo y político boliviano que se desempeñó como Viceministro de Coordinación y Gestión Gubernamental de Bolivia desde el 13 de noviembre de 2020 hasta el 14 de mayo de 2022, durante el gobierno del presidente Luis Arce Catacora.

## Biografía
Después de salir bachiller, Bobaryn ingresó a estudiar en la Facultad de Derecho y Ciencias Políticas de la Universidad Mayor de San Andrés (UMSA) donde se graduó como politólogo de profesión. Realizó estudios de posgrado en la Universidad Complutense de Madrid donde obtuvo una maestría en comunicación política y otra maestría en Comunicación, Poder y Democracia. Durante su estadía en la universidad, se desempeñó como dirigente universitario.
Durante su vida laboral, Bobaryn trabajó como director de transportes en la Superintendencia de Telecomunicaciones (actual ATT) así como también en el Ministerio de Trabajo de Bolivia. Tiempo después, en el año 2003 el abogado Rodolfo Illanes lo llamó a Bobaryn para que pueda trabajar junto a él en el entonces Viceministerio de Coordinación y Gestión Gubernamental en donde estuvo hasta 2016. Ese mismo año, Bobaryn es nombrado Director en el Viceministerio de la OCI - Oficina de Control Interno.
El año 2018 es designado en un cargo diplomático como agregado político en la Embajada de Bolivia en Venezuela donde estuvo hasta noviembre de 2019 cuando fue destituido por el Gobierno de Jeanine Áñez.

### Viceministro de Coordinación y Gestión Gubernamental (2020-2022)
El 13 de noviembre de 2020, la nueva ministra de la presidencia María Nela Prada designa a Bobaryn en el alto cargo de viceministro Coordinación y Gestión Gubernamental.

#### Posiciones políticas
El 18 de enero de 2022 los diferentes medios de comunicación de Bolivia sacaron a la luz pública una pequeña columna de opinión que el viceministro Freddy Bobaryn había decidido escribir para el periódico estatal "Ahora el Pueblo", en donde según él, David Choquehuanca era supuestamente una "pieza clave en la construcción de la filosofía del Vivir Bien". Además, Bobaryn también criticó duramente la repostulación de "El Jefazo" (Evo Morales Ayma) en el año 2019 y acusó a ciertos sectores o dirigentes del MAS-IPSP de estar atacando constantemente a David Choquehuanca con la finalidad de marginarlo del partido político. Varios sectores que conforman el MAS-IPSP como la Confederación Sindical Única de Trabajadores Campesinos de Bolivia (CSUTCB) le manifestaron a Bobaryn que "antes de empezar a criticar a Evo Morales Ayma o al partido, primeramente debería lavarse la boca con detergente y lavandina" pues lo acusaron también de "ni siquiera estar inscrito en las filas de militantes del Movimiento al Socialismo".
Algunos días después y ante las varias críticas, el periódico estatal "Ahora El Pueblo" eliminó de su página web el artículo de opinión denominado "El síndrome de Hubris y la Lucha por el Poder" perteneciente al viceministro Bobaryn. A su vez ante los diversos pedidos de renuncia, Bobaryn salió ante la opinión pública a aclarar y asegurar que continuará en el cargo viceministerial, desmintiendo de esa manera las versiones falsas de su supuesta renuncia que circulaba en las 
redes sociales.